# Yeti (schooltijdschrift)
Yeti was een maandblad in Vlaanderen dat werd uitgegeven door het Vlaams Ministerie van Onderwijs en Vorming. De overheid richtte zich met Yeti tot kinderen van de derde graad van het basisonderwijs. Het blad werd niet automatisch bedeeld aan alle leerlingen, enkel scholen die dit expliciet vroegen kregen gratis het aangevraagde aantal exemplaren elke maand toegestuurd.
Yeti werd samen met Klasse voor Leraren, Klasse voor Ouders en Maks! gefinancierd met belastingsgeld en inkomsten uit advertenties. 
Het blad verscheen voor het eerst in januari 2002. De hoofdredacteur was Leo Bormans en de verantwoordelijke uitgever was Jo De Ro. Door besparingen van de Vlaamse Overheid werd het blad eind 2014 stopgezet, samen met de andere tijdschriften van het Ministerie van Onderwijs.

## Kritiek
Dat de verspreiding van het blad volledig gratis gebeurde, stuitte op protest van uitgeverijen van schooltijdschriften voor kinderen (o.a. Averbode), die hier concurrentievervalsing in zagen.